# Continuamos el Cambio
Continuamos el Cambio (en búlgaro: Продължаваме промяната, romanizado: Prodŭlzhavame promyanata; PP) es el nombre dado a la coalición electoral búlgara dirigida por Kiril Petkov y Asen Vasilev,  exministros de Economía y Finanzas, respectivamente. Fue fundada para competir en la elección de la Asamblea Nacional de Bulgaria de noviembre de 2021. Dado que el proyecto se creó demasiado tarde para tener su propio registro, tiene que competir en las elecciones con el registro de uno o más de sus partidos miembros. Esto se ha hecho a través de Volt y SEK, siendo el primero un partido que renunció recientemente a la coalición parlamentaria IBG-NI.

## Historia
El partido se anunció oficialmente el 19 de septiembre de 2021, después de un rumor de un mes sobre su creación. Fue creado para ser un partido anticorrupción alternativo que podría verse como una "fuerza unificadora" entre los otros partidos. El partido favorece trabajar con los partidos contrarios al sistema, pero ha dicho que se especula que trabajará con la Coalición por Bulgaria para formar una coalición. Tampoco ha descartado la posibilidad de trabajar con GERB-SDS o DPS, pero Kiril Petkov ha dicho que el DPS debe romper el contacto y abandonar el apoyo del exdiputado Delyan Peevski, y GERB debe apoyar el reemplazo del fiscal jefe Ivan Geshev, para ser considerados como posibles socios de la coalición. El partido anunció que no crearía un acuerdo preelectoral con los demás partidos antisistema, pero habrá un acuerdo de cooperación firmado después de las elecciones de noviembre.

## Posturas políticas
Económicamente, los principales objetivos de la coalición son crear un entorno económico y administrativo favorable para el libre desarrollo de las pequeñas y medianas empresas y atraer inversiones estratégicas de alta tecnología. En un nivel más político, buscan detener la corrupción y el mal uso de los fondos estatales, así como defender el estado de derecho.
La prioridad para la formación del gobierno es el acceso a una educación y atención médica de calidad para todos los ciudadanos búlgaros e infraestructura moderna. También hacen hincapié en la política social, en particular en la mejora de las pensiones de los jubilados.
Para las elecciones presidenciales de 2021, Petkov y Vasilev declararon su apoyo al actual presidente Rumen Radev.

## Estructura
La coalición tiene dos líderes, Kiril Petkov y Asen Vasilev. Se compone de 3 partes, el PDS, Volt y SEC. Estos partidos han entregado sus listas de partidos a la coalición, actuando como los llamados "portadores del mandato". y no se les garantiza lugares altos en la lista del partido en las elecciones.

## Resultados electorales
| Elecciones | Asamblea Nacional | Asamblea Nacional | Asamblea Nacional | Asamblea Nacional | Posición             |
| Elecciones | # de votos        | % de votos        | # de de escaños   | +/–               | Posición             |
| ---------- | ----------------- | ----------------- | ----------------- | ----------------- | -------------------- |
| Nov. 2021  | 673.141           | 25,32% (#1)       | 67/240            |                   | Coalición            |
| 2022       | 506.071           | 20,20% (#2)       | 53/240            | 14                | Repetición electoral |
| 2023a      | 621.069           | 24,56% (#2)       | 36/240            | 17                | Coalición            |
| Jun.-2024a | 307.849           | 13,92% (#3)       | 22/240            | 14                | Repetición electoral |
| Oct.-2024a | 346.063           | 13,74% (#2)       | 19/240            | 3                 | Oposición            |

a En coalición con Bulgaria Democrática.